# Argas monachus
Argas monachus är en fästingart som beskrevs av Keirans, Radovsky och Clifford 1973. Argas monachus ingår i släktet Argas och familjen mjuka fästingar. Inga underarter finns listade i Catalogue of Life.